# 47
47（四十七、よんじゅうなな、よんじゅうしち、しじゅうしち、よそなな、よそじあまりななつ）は、自然数、または整数において、46の次で48の前の数である。

## 性質
- 47は15番目の素数である。1つ前は43、次は53。
  - 約数の和は48。
- 47 = 47 + 0 × ω (ωは1の虚立方根)
  - a + 0 × ω (a > 0) で表される8番目のアイゼンシュタイン素数である。1つ前は41、次は53。
- 47 = 47 + 0 × i (iは虚数単位)
  - a + 0 × i (a > 0) で表される8番目のガウス素数である。1つ前は43、次は59。
  - ガウス素数かつアイゼンシュタイン素数である3番目の素数。1つ前は23、次は59。
- 5番目の安全素数である。1つ前は23、次は59。
- 8番目のリュカ数である。1つ前は29、次は76。
- n に2を加えた数と2を乗じた数が逆順になる2番目の数である。1つ前は2、次は497。(オンライン整数列大辞典の数列 A276509)
  - 47 + 2 = 49 , 47 × 2 = 94
- 1/47 = 0.0212765957446808510638297872340425531914893617… (下線部は循環節で長さは46)
  - 循環節が n − 1 (全ての余りを巡回する) である巡回数を作る6番目の素数である。1つ前は29、次は59。
    - 循環節46の半分の (23) も循環節が n − 1 (循環節 22) となる最小の素数である。次は59。

  - 逆数が循環小数になる数で循環節が46になる最小の数である。次は94。
  - 循環節が n になる最小の数である。1つ前の45は2511、次の47は35121409。(オンライン整数列大辞典の数列 A003060)
- 4番目の 8n − 1 型の素数である。この類の素数は x2 − 2y2 と表せるが、47 = 72 − 2 × 12 である。1つ前は31、次は71。
- 4 と 7 を使った最小の素数である。次は4447。ただし単独使用を可とするなら1つ前は7。(オンライン整数列大辞典の数列 A020465)
  - 47…7 の形の最小の素数である。次は47777。(オンライン整数列大辞典の数列 A093940)
  - 4…47 の形の最小の素数である。次は4447。(オンライン整数列大辞典の数列 A092480)
- 一辺の長さが整数である1つの立方体を47個の一辺が整数である立方体に分割することはできない。48個またはそれ以上の個数の立方体に分割することはできる。
- 3番目のオイラー素数である。1つ前は43、次は53。
- 47 = (23 − 1)2 − 2
  - 3番目のキャロル数である。1つ前は7、次は223。
    - 2番目のキャロル素数である。1つ前は7、次は223。
- 異なる平方数の和で表せない31個の数の中で21番目の数である。1つ前は44、次は48。
- 各位の和が11になる3番目の数である。1つ前は38、次は56。
  - 各位の和が11になる数で素数になる2番目の数である。1つ前は29、次は83。(オンライン整数列大辞典の数列 A106754)
- 各位の立方和が407になる最小の数である。次は74。(オンライン整数列大辞典の数列 A055012)
  - 各位の立方和が n になる最小の数である。1つ前の406は1456、次の408は147。(オンライン整数列大辞典の数列 A165370)
- 各位の積が完全数28になる最小の数である。次は74。
  - 各位の積が完全数28になる最小の素数である。次は227。
- 1～47までの約数の個数を加えると188個になり47の4倍になる。1～n までの約数の個数が n の整数倍になる7番目の数である。1つ前は44(4倍)、次は121 (5倍)。(オンライン整数列大辞典の数列 A050226参照)
- 47 = 72 − 2
  - 7n − 2 の形の2番目の素数である。1つ前は5、次は2399。(オンライン整数列大辞典の数列 A093612)
  - n = 2 のときの 7n − n の値とみたとき1つ前は6、次は340。(オンライン整数列大辞典の数列 A024076)
    - 7n − n の形の最小の素数である。次は117643。(オンライン整数列大辞典の数列 A224468)

## その他 47に関連すること
- 年始から47日目は2月16日。
- 47都道府県・都道府県庁所在地：日本の行政区画である、1都1道2府43県の合計。47NEWSの47も47都道府県に由来。
- JIS X 0401、ISO 3166-2:JPの都道府県コードの 47 は沖縄県。すなわち都道府県コードの番号順に都道府県を配列したとき、最後の47番目になるのは沖縄県。
- 赤穂四十七士：忠臣蔵の登場人物
- いろは四十七文字：いろは歌の仮名文字数。
- AK-47：世界的に普及したAKアサルトライフルシリーズの初期モデル。
- 第47代天皇は淳仁天皇である。
- 日本の47代目の内閣総理大臣は、芦田均。
- 大相撲の第47代横綱は柏戸剛である。
- アメリカ合衆国の47番目の州はニューメキシコ州である。
- 第47代ローマ教皇はシンプリキウス（在位：468年 - 483年3月10日）である。
- 易占の六十四卦で第47番目の卦は、沢水困。
- クルアーンにおける第47番目のスーラはムハンマドである。
- ゲーム「Hitman」の主人公、コードネーム「47」。
- 原子番号 47 の元素は銀 (Ag)。
- 「47 + 2 = 49、47 × 2 = 94」という性質について、嶺川貴子が「KANGAROO POCKET CALCULATOR」という曲の中で歌っている。
- 漫画・アニメ『CLAYMORE』の舞台となる大陸は47の地域に分かれており、各地域にクレイモアと呼ばれる戦士が配備されている。クレイモアには強さに応じてランクがあり、主人公クレアはNo.47である。
- スタートレックシリーズに、「47」という数字やそのバリエーションが頻繁に登場する。『新スタートレック』の脚本家の Joe Menosky が母校ポモナ・カレッジの学生たちの間で人気がある「47」という数字[1]をわざとセリフなどに入れるようにしたのが始まりで、同シリーズの他の作品でも頻繁に登場するようになった。
- テレビドラマ『エイリアス』や『FRINGE』にも「47」という数字が頻繁に登場する（ページ、部屋番号、暗号、人数など）。
- キハ47形 - 日本国有鉄道が開発・製作した一般形気動車。
- ジャパーン47ch - 2011年に毎日放送制作・TBS系で放送された番組。
- 47RONIN - 2013年に公開された映画。
- 47 (関ジャニ∞) - 2007年に発売された関ジャニ∞のライブDVDタイトル。
- 47氏 - Winnyを開発したプログラマーの金子勇が2ちゃんねる掲示板のファイル共有ソフト開発スレッドの47番目の書き込みの人物であることから。
- 47の素敵な街へ - 2014年にリリースされたAKB48 Team 8の楽曲。

## 符号位置
| 記号 | Unicode | JIS X 0213 | 文字参照          | 名称                      |
| ---- | ------- | ---------- | ----------------- | ------------------------- |
| ㊼   | U+32BC  | 1-8-59     | &#x32BC; &#12988; | CIRCLED DIGIT FORTY SEVEN |